# Koromľa
Koromľa és un poble i municipi d'Eslovàquia. Es troba a la regió de Košice, a l'est del país.

## Història
La primera referència escrita de la vila data del 1337.

## Demografia
| Godina             | 1994 | 2004   | 2014    | 2024   |
| ------------------ | ---- | ------ | ------- | ------ |
| Nombre de persones | 509  | 521    | 445     | 404    |
| Diferència         |      | +2,35% | −14,58% | −9,21% |

| Godina             | 2023 | 2024   |
| ------------------ | ---- | ------ |
| Nombre de persones | 402  | 404    |
| Diferència         |      | +0,49% |